# 阿爾布雷希特三世 (薩克森-勞恩堡)
阿爾布雷希特三世（德語：Albrecht III.，約1281年—1308年），薩克森公爵（1282年至1308年在位）。

## 早年
阿爾布雷希特三世是薩克森公爵約翰一世和瑞典執政伯爵比爾耶爾伯爵的女兒英格堡的幼子。阿爾布雷希特三世的父親約翰一世於1282年退位，由三名兒子約翰二世、埃里希一世和阿爾布雷希特三世繼承爵位與弟弟阿爾布雷希特二世共治。由於三名兒子都未成年，他們的叔叔阿爾布雷希特二世擔任他們的攝政。阿爾布雷希特三世和他的兄長成年後，他們共同統治公國。最後一份文件提到兄弟們和他們的叔叔阿爾布雷希特二世共同是撒克遜公爵，可以追溯到1295年。
1296年9月20日，薩克森明確劃分為由阿爾布雷希特三世三兄弟共同統治的薩克森-勞恩堡，和由他們的叔叔阿爾布雷希特二世統治的薩克森-維滕堡，當時薩克森-勞恩堡包括維爾蘭德、薩德爾班德（勞恩堡）、拉策堡、達辛（後來的阿姆特諾伊豪斯）和哈德倫為他們兄弟獨立統治的領土。阿爾布雷希特二世統治維滕堡及周邊的貝爾齊希。

## 統治
阿爾布雷希特三世和他的兄弟們最初共同統治薩克森-勞恩堡，後來他們將其劃分為三個部分，而飛地哈德倫仍然是共同統治的領土。阿爾布雷希特三世隨後統治著拉策堡，直到他於1308年去世。他的兄長埃里希一世繼承阿爾布雷希特三世的部分領土，而阿爾布雷希特三世的遺孀勃蘭登堡-薩爾茨韋德爾的瑪格麗特則保留其餘部分。在她死後，埃里希一世也獲得這些剩下的領土。
然而，阿爾布雷希特三世的另一名兄長約翰二世，然後聲稱自己應該分得一部分。 因此，於1321年，埃里希一世將貝格多夫（包括維爾蘭德）交給約翰二世，約翰二世的領地被稱為薩克森-貝格多夫-默爾恩公國，而埃里希一世的領地則被稱為薩克森-拉策堡-勞恩堡公國。

## 家庭
1302年，阿爾布雷希特三世與勃蘭登堡-薩爾茲維德爾藩侯阿爾布雷希特三世的幼女勃蘭登堡-薩爾茨韋德爾的瑪格麗特結婚，並育有兩名孩子：
1. 阿爾布雷希特 (Albrecht) (?–1344年)，後來與齊根海恩的索菲亞結婚； 和
2. 埃里克 (?–1338年)